# アネット・ルイザン
アネット・ルイザン（独: Annett Louisan、1977年4月2日 - ）は、ドイツ出身の女性歌手。

## 来歴
シェーンハウゼン（独：Schönhausen）出身で12歳までを過ごし、その後、ハンブルクに移住。大学では芸術を専攻していた。
2004年10月ファースト・アルバム『Bohème』をリリース。同アルバムは45万枚を売り上げ、2005年1月ドイツ国内でチャート3位となり、デビュー・アルバムとして最も早くプラチナ認定されたアルバムとなった。2005年、エコー賞を受賞。春にはアルバムに伴うツアーを25都市で公演。その後、同アルバムは、2005年2月にトリプルゴールド、2006年1月にダブルプラチナ、2009年1月にクインティプル（5倍の意味）ゴールド認定を受けた。
2005年10月、セカンド・アルバム『Unausgesprochen』をリリースし、27万枚を売り上げ、2006年1月にゴールド認定、2006年7月にはプラチナ認定を受けた。2006年秋にはヨーロッパ・ツアーを開始し30都市での公演を行った。
2007年8月、サード・アルバム『Das optimale Leben』をリリース。2007年12月にゴールド認定、2011年1月にはプラチナ認定を受けた。
2014年のアルバム『Zu viel Information』は、オーストリアのチャートで最高順位4位を記録。

## 大使
- フェアトレード[6]
- ドイツのホセ・カレアス・白血病財団（ドイツ語: Deutsche José Carreras Leukämie-Stiftung）[6]

## ディスコグラフィ

### スタジオ・アルバム
- Bohème (2004年)
- Unausgesprochen (2005年)
- Das optimale Leben (2007年)
- 『快楽主義 - パートタイムヒッピー』 - Teilzeithippie (2008年)
- In meiner Mitte (2011年)
- Zu viel Information (2014年)
- Berlin, Kapstadt, Prag (2016年)
- Kleine große Liebe (2019年)
- Kitsch (2020年)